# Synema spirale
Synema spirale là một loài nhện trong họ Thomisidae.
Loài này thuộc chi Synema. Synema spirale được Maria Dahl miêu tả năm 1907.